# كارل جي. غيلبرت
كارل جي. غيلبرت هو سياسي أمريكي، ولد في 3 أبريل 1906 في Bloomfield, New Jersey ‏ في الولايات المتحدة، وتوفي في 13 نوفمبر 1983 في بوسطن في الولايات المتحدة. نشط حزبياً في الحزب الجمهوري.